# Joseph Algyay von Algyest
Joseph Algyay von Algyest, avstrijski general, * 8. avgust 1799, † 10. januar 1852.

## Življenjepis
Med letoma 1849 in 1851 je bil poveljnik 7. dragonskega polka.

## Pregled vojaške kariere
Napredovanja
- generalmajor: 12. november 1851